# فيرخونيورالسك
فيرخونيورالسك (بالروسية: Верхнеуральск) هي إحدى مدن روسيا في الكيان الفدرالي الروسي تشيليابينسك أوبلاست.

## أعلام
- أولغا إيفانوفا